# 约翰内斯·温特尔
约翰内斯·拉森·温特尔（丹麥語：Johannes Larsen Vinther，1893年1月5日—1968年5月24日），丹麦男子竞技体操运动员。他曾代表丹麦获得1912年夏季奥运会体操比赛男子团体瑞典式银牌。他于1968年去世，享年75岁。